# Alvechurch F.C.
Alvechurch FC  là một câu lạc bộ bóng đá có trụ sở tại Alvechurch, Worcestershire, Anh. Câu lạc bộ hiện đang chơi ở Southern League Premier Division Central và có sân nhà tại Lye Meadow.

## Thành tích
- Southern League
  - Nhà vô địch mùa giải 1980–81
  - Nhà vô địch Midland Division mùa giải 1980–81
  - Nhà vô địch League Cup mùa giải 1982–83
- Midland League
  - Nhà vô địch Premier Division mùa giải 2016–17
  - Nhà vô địch League Cup mùa giải 2016–17
- West Midlands (Regional) League
  - Nhà vô địch Premier Division các mùa giải 1973–74, 1974–75, 1975–76, 1976–77
  - Nhà vô địch League Cup các mùa giải 1973–74, 1974–75, 1977–78
- Midland Combination
  - Nhà vô địch các mùa giải 1962–63, 1964–65, 1966–67, 1971–72, 2002–03
  - Nhà vô địch League Cup các mùa giải 1964–65, 1965–66, 1967–68, 1968–69, 1971–72, 2002–03
  - Nhà vô địch Invitation Cup các mùa giải 1966–67, 1967–68[3]
- Worcestershire Senior Cup
  - Nhà vô địch các mùa giải 1972–73, 1973–74, 1976–77, 2018–19
- Worcestershire Senior Urn
  - Nhà vô địch các mùa giải 2003–04, 2004–05, 2007–08, 2009–10, 2012–13, 2015–16
- Birmingham Senior Amateur Cup
  - Nhà vô địch mùa giải 1973–74
- JW Hunt Cup
  - Nhà vô địch mùa giải 2016–17[3]